# Kindred (religião)
O Kindred é compreendido como um clã, tendo uma organização cultural tribal, com suas práticas voltadas para o paganismo germânico, como o heathenismo e Ásatrú. Essa nomenclatura, pode variar dependendo da tradição que o grupo segue, como o nome Thēod, para grupos inclinados ao Anglo-saxonismo.

## Funcionalidade e Identidade
Parte das características das organizações heathens, se caracterizam de forma descentralizada, no qual cada grupo irá funcionar de maneira diferente, tendo cada kin a autonomia de construir seus próprios códigos, costumes e leis a serem seguidas por seus membros, essas regras comumente sendo inspiradas e influênciadas nas éticas e comportamento das sociedades formadas pelos antigos heathens. 

Comumente há um Goði ou Guiðja, sacerdorte homem ou mulher respectivamente, que irá conduzir as ritualística, estruturar as Þings, que são as assembleias de decisões das regras e funcionamento do grupo.